# دييغو بيسبو
دييغو بيسبو (بالبرتغالية: Diego Bispo‏) هو لاعب كرة قدم برازيلي في مركز الدفاع، ولد في 5 يناير 1989 في سالفادور في البرازيل. لعب مع نادي المنامة ونادي ناوتيكو.

## وصلات خارجية
- دييغو بيسبو على موقع قاعدة بيانات كرة القدم.إي يو (الإنجليزية)
- دييغو بيسبو على موقع Soccerway.com (الإنجليزية)